# Atesta sparsa
Atesta sparsa là một loài bọ cánh cứng trong họ Cerambycidae.